# Andrew DeClercq
Andrew Donald DeClercq (Detroit, 1º febbraio 1973) è un ex cestista e allenatore di pallacanestro statunitense, professionista nella NBA.

## Carriera
È stato selezionato dai Golden State Warriors al secondo giro del Draft NBA 1995 (34ª scelta assoluta).

## Statistiche

### College
| Anno      | Squadra        | PG  | PT  | MP   | TC%  | 3P%  | TL%  | RP  | AP  | PRP | SP  | PP   |
| --------- | -------------- | --- | --- | ---- | ---- | ---- | ---- | --- | --- | --- | --- | ---- |
| 1991-1992 | Florida Gators | 33  | 30  | 24,9 | 50,6 | -    | 65,5 | 6,2 | 0,8 | 0,6 | 1,4 | 8,8  |
| 1992-1993 | Florida Gators | 28  | 28  | 25,5 | 56,7 | -    | 58,4 | 7,1 | 0,5 | 1,7 | 1,6 | 10,5 |
| 1993-1994 | Florida Gators | 37  | 37  | 27,0 | 54,4 | 33,3 | 65,4 | 7,9 | 1,5 | 1,2 | 1,4 | 8,8  |
| 1994-1995 | Florida Gators | 30  | 30  | 32,2 | 51,1 | 33,3 | 72,3 | 8,8 | 1,4 | 1,2 | 1,1 | 13,2 |
| Carriera  | Carriera       | 128 | 125 | 27,4 | 53,1 | 33,3 | 66,3 | 7,5 | 1,1 | 1,1 | 1,4 | 10,2 |

### NBA

#### Regular Season
| Anno      | Squadra             | PG  | PT  | MP   | TC%  | 3P% | TL%  | RP  | AP  | PRP | SP  | PP  |
| --------- | ------------------- | --- | --- | ---- | ---- | --- | ---- | --- | --- | --- | --- | --- |
| 1995-1996 | G.S. Warriors       | 22  | 1   | 9,2  | 48,0 | 0,0 | 57,9 | 1,8 | 0,4 | 0,3 | 0,2 | 2,7 |
| 1996-1997 | G.S. Warriors       | 71  | 1   | 15,0 | 52,0 | -   | 60,3 | 4,2 | 0,5 | 0,5 | 0,4 | 5,3 |
| 1997-1998 | Boston Celtics      | 81  | 49  | 18,8 | 49,7 | 0,0 | 60,1 | 4,8 | 0,7 | 1,0 | 0,6 | 5,4 |
| 1998-1999 | Boston Celtics      | 14  | 1   | 18,4 | 49,1 | -   | 65,5 | 4,5 | 0,7 | 0,9 | 0,6 | 5,4 |
| 1998-1999 | Cleveland Cavaliers | 33  | 31  | 25,6 | 50,2 | -   | 67,9 | 5,8 | 0,6 | 1,1 | 0,6 | 9,0 |
| 1999-2000 | Cleveland Cavaliers | 82  | 31  | 22,3 | 50,8 | -   | 58,8 | 5,4 | 0,7 | 0,8 | 0,8 | 6,6 |
| 2000-2001 | Orlando Magic       | 67  | 51  | 13,5 | 55,4 | -   | 57,3 | 3,5 | 0,5 | 0,6 | 0,5 | 3,9 |
| 2001-2002 | Orlando Magic       | 61  | 14  | 10,4 | 45,0 | -   | 56,0 | 2,7 | 0,4 | 0,4 | 0,4 | 2,7 |
| 2002-2003 | Orlando Magic       | 77  | 21  | 17,2 | 53,4 | -   | 64,4 | 4,4 | 0,7 | 0,5 | 0,5 | 4,7 |
| 2003-2004 | Orlando Magic       | 71  | 53  | 17,1 | 47,7 | -   | 81,5 | 4,5 | 0,6 | 0,7 | 0,5 | 3,2 |
| 2004-2005 | Orlando Magic       | 8   | 0   | 6,1  | 44,4 | -   | 33,3 | 1,3 | 0,0 | 0,3 | 0,0 | 1,1 |
| Carriera  | Carriera            | 587 | 253 | 16,8 | 50,7 | 0,0 | 62,1 | 4,2 | 0,6 | 0,7 | 0,5 | 4,8 |

#### Playoffs
| Anno     | Squadra       | PG | PT | MP   | TC%  | 3P% | TL%  | RP  | AP  | PRP | SP  | PP  |
| -------- | ------------- | -- | -- | ---- | ---- | --- | ---- | --- | --- | --- | --- | --- |
| 2001     | Orlando Magic | 4  | 4  | 13,5 | 57,1 | -   | 50,0 | 4,0 | 0,3 | 0,5 | 0,5 | 5,0 |
| 2002     | Orlando Magic | 2  | 0  | 4,5  | -    | -   | 0,0  | 0,0 | 0,0 | 0,0 | 0,0 | 0,0 |
| 2003     | Orlando Magic | 7  | 6  | 14,9 | 60,0 | -   | 80,0 | 3,3 | 0,3 | 0,3 | 0,7 | 4,0 |
| Carriera | Carriera      | 13 | 10 | 12,8 | 58,8 | -   | 53,3 | 3,0 | 0,2 | 0,3 | 0,5 | 3,7 |